# Lichtensteinieae
Tribu
Classification APG III (2009)
Les Lichtensteinieae sont une tribu de plantes à fleurs de la sous-famille des Apioideae dans la famille des Apiaceae.

## Nom
La tribu des Lichtensteinieae est décrite en 2010 par le botaniste sud-africain Anthony R. Magee.

## Liste des genres
La tribu des Lichtensteinieae est monotypique, elle ne comprend donc qu'un seul genre :
- Lichtensteinia